# 메탈로스파에라속
메탈로스파에라속은 술포로부스과의 속이다.